# Gelos (Pirenéus Atlânticos)
Gelos é uma comuna francesa na região administrativa da Nova Aquitânia, no departamento dos Pirenéus Atlânticos. Estende-se por uma área de 11,03 km². Em 2010 a comuna tinha 3 748 habitantes (densidade: 339,8 hab./km²).